# Moss (videojuego)
Moss es un juego de aventuras de realidad virtual desarrollado y publicado por el estudio estadounidense de desarrollo de videojuegos Polyarc. El juego se presenta desde una combinación de perspectivas en primera y tercera persona, con un enfoque principal en la resolución de acertijos. Moss se lanzó para PlayStation 4 en febrero de 2018. En junio,se lanzó una versión para PC con gráficos de alta resolución.
Polyarc anunció una secuela, Moss: Book 2, durante el State of Play de Sony en 2021.

## Sinopsis
Mientras está en una biblioteca, el lector encuentra un libro antiguo. A medida que pasan las páginas, el lector es transportado a una tierra de fantasía contenida dentro del libro. El lector conoce a Quill, un joven ratón, y comienza una aventura. El reino donde vive Quill ha sido derrocado por Sarffog, una serpiente que escupe fuego. Después de que capturan al tío de Quill, el lector guía a Quill en una aventura para derrotar a Sarffog y salvar a su tío.

## Jugabilidad
Moss es un juego de aventuras visto desde la perspectiva de la primera persona utilizando los auriculares VR (HTC Vive, Oculus Rift, Oculus Quest, PSVR). El jugador se muestra en el juego como una cara y un orbe enmascarados. A diferencia de la mayoría de los juegos, Quill es consciente del jugador. El jugador controla a Quill, navega por los entornos y lucha contra los enemigos. El jugador también puede manipular el entorno para sortear obstáculos y resolver acertijos. Quill se comunica con el jugador mediante el uso del lenguaje de señas americano (ASL) para dar pistas sobre rompecabezas y respuestas emocionales.
El jugador puede cambiar de posición para tener diferentes perspectivas del mundo, inclinándose para ver alrededor de los edificios o poniéndose de pie y obteniendo una vista aérea. Hay pergaminos coleccionables que solo se pueden encontrar cambiando de posición y explorando partes del mundo que normalmente no se pueden ver.
El 21 de mayo de 2019, se lanzó un DLC gratuito con entornos adicionales, desafíos, narraciones, nuevos rompecabezas, combate y armamento.

## Recepción
Según Metacritic, Moss ha recibido críticas generalmente favorables. En las reseñas, tanto Digital Trends como VentureBeat elogiaron la interacción con Quill y el diseño mundial. Ambos también declararon que la duración del juego era corta.
En un artículo de 2017, Mike Fahey de Kotaku notó la respuesta positiva al diseño y uso del lenguaje de señas de Quill.
El 3 de agosto de 2018, el sello discográfico de videojuegos Materia Collective lanzó la banda sonora digitalmente, así como en disco compacto y vinilo.

### Reconocimientos
| Año  | Premio                                                | Categoría                                                  | Resultado | Ref.          |
| ---- | ----------------------------------------------------- | ---------------------------------------------------------- | --------- | ------------- |
| 2017 | Game Critics Awards                                   | Best VR Game                                               | Nominado  | [ 20 ]        |
| 2018 | The Independent Game Developers' Association Awards   | Best Action and Adventure Game                             | Nominado  | [ 21 ] [ 22 ] |
| 2018 | The Independent Game Developers' Association Awards   | Best Start-up                                              | Nominado  | [ 21 ] [ 22 ] |
| 2018 | Premios Golden Joystick                               | Best VR Game                                               | Nominado  | [ 23 ] [ 24 ] |
| 2018 | Premios Golden Joystick                               | PlayStation Game of the Year                               | Nominado  | [ 23 ] [ 24 ] |
| 2018 | The Game Awards 2018                                  | Best VR/AR Game                                            | Nominado  | [ 25 ]        |
| 2018 | The Game Awards 2018                                  | Best Debut Indie Game                                      | Nominado  | [ 25 ]        |
| 2018 | Gamers' Choice Awards                                 | Fan Favorite VR Game                                       | Nominado  | [ 26 ]        |
| 2019 | New York Game Awards                                  | Central Park Children's Zoo Award for Best Kids Game       | Nominado  | [ 27 ]        |
| 2019 | New York Game Awards                                  | Coney Island Dreamland Award for Best Virtual Reality Game | Nominado  | [ 27 ]        |
| 2019 | Premios Annie                                         | Best Virtual Reality Production                            | Nominado  | [ 28 ]        |
| 2019 | Premios Annie                                         | Character Animation in a Video Game                        | Nominado  | [ 28 ]        |
| 2019 | D.I.C.E. Awards                                       | Outstanding Achievement in Animation                       | Nominado  | [ 29 ]        |
| 2019 | D.I.C.E. Awards                                       | Outstanding Achievement in Sound Design                    | Nominado  | [ 29 ]        |
| 2019 | D.I.C.E. Awards                                       | Immersive Reality Game of the Year                         | Nominado  | [ 29 ]        |
| 2019 | National Academy of Video Game Trade Reviewers Awards | Control Design, VR                                         | Ganador   | [ 30 ] [ 31 ] |
| 2019 | National Academy of Video Game Trade Reviewers Awards | Direction in Virtual Reality                               | Ganador   | [ 30 ] [ 31 ] |
| 2019 | National Academy of Video Game Trade Reviewers Awards | Sound Mixing in Virtual Reality                            | Nominado  | [ 30 ] [ 31 ] |
| 2019 | SXSW Gaming Awards                                    | VR Game of the Year                                        | Nominado  | [ 32 ]        |
| 2019 | Independent Games Festival Awards                     | Excellence in Audio                                        | Nominado  | [ 33 ]        |
| 2019 | Game Developers Choice Awards                         | Best Debut (Polyarc)                                       | Nominado  | [ 34 ]        |
| 2019 | Game Developers Choice Awards                         | Best VR/AR Game                                            | Nominado  | [ 34 ]        |
| 2019 | G.A.N.G. Awards                                       | Audio of the Year                                          | Nominado  | [ 35 ] [ 36 ] |
| 2019 | G.A.N.G. Awards                                       | Music of the Year                                          | Nominado  | [ 35 ] [ 36 ] |
| 2019 | G.A.N.G. Awards                                       | Sound Design of the Year                                   | Nominado  | [ 35 ] [ 36 ] |
| 2019 | G.A.N.G. Awards                                       | Best Dialogue                                              | Nominado  | [ 35 ] [ 36 ] |
| 2019 | G.A.N.G. Awards                                       | Best Original Instrumental ("Legends Old and New")         | Nominado  | [ 35 ] [ 36 ] |
| 2019 | G.A.N.G. Awards                                       | Best Original Song ("Home to Me")                          | Nominado  | [ 35 ] [ 36 ] |
| 2019 | G.A.N.G. Awards                                       | Best Sound Design for an Indie Game                        | Ganador   | [ 35 ] [ 36 ] |
| 2019 | G.A.N.G. Awards                                       | Best Music for an Indie Game                               | Ganador   | [ 35 ] [ 36 ] |
| 2019 | G.A.N.G. Awards                                       | Best VR Audio                                              | Ganador   | [ 35 ] [ 36 ] |
| 2019 | Premios BAFTA de Videojuegos                          | Game Innovation                                            | Nominado  | [ 37 ]        |
| 2019 | Premios BAFTA de Videojuegos                          | Original Property                                          | Nominado  | [ 37 ]        |